# Zalambdalestes lechei
Zalambdalestes lechei és una espècie de mamífers extints de la família dels zalambdalèstids que visqueren durant el Cretaci superior en allò que avui en dia és Mongòlia. Es tracta de l'única espècie coneguda del gènere Zalambdalestes. Igual que Leptictidium, un gènere de l'Eocè, s'assemblava a les musaranyes amb el seu musell llarg, dents llargues, un petit cervell i grans ulls. Feia uns 20 cm de longitud. Una segona espècie del mateix gènere, Z. grangeri, es considera sinònima de Z. lechei. El seu nom genèric, Zalambdalestes, significa ‘lladre zalambdodont’ en llatí, mentre que el seu nom específic fou elegit en honor del zoòleg suec Wilhelm Leche.